# Torneå PV
Torneå PV, ToPV, är en sportklubb i Torneå i Finland, bildad 1935. Klubben bedriver bandy som sin huvudgren och innebandy, tidigare även fotboll. I bandy spelar ToPV sina hemmamatcher på Gränsvallen i Haparanda. Torneå PV har vunnit sex finska mästerskap i bandy. På säsongen 2008–2009 spelar ToPV i Bandyliiga, den högsta serien i Finland. Klubben deltar också i World Cup i Ljusdal i oktober 2008.
Torneå PV:s damlag i bandy spelar i den högsta finska serien för damer, FM-serien. Herrarnas innebandylag spelar i division 2. 

## Meriter
Efter säsongen 2007–2008

### Bandy
Herrar:
- 6 finländska mästerskapsguld: 2000, 2002, 2004, 2005, 2006, 2007
- 6 finländska mästerskapssilver: 1996, 1997, 1999, 2001, 2003, 2008
- 4 Europacupbrons: 2000, 2002, 2005, 2006

## Haparanda-Torneå PV
Genom ett avtal den 22 juli 2008 grundade Torneå PV och den svenska Haparanda Tornio Bandy en gemensam bandyklubb, Haparanda-Torneå PV (i Finland används namnet Haaparanta-Tornion Palloveikot), som får HT Bandys serieplats i Allsvenskan. Under säsongen 2008–2009 spelade Haparanda-Torneå PV (HTPV) i Allsvenskan norra med målsättningen att avancera till Elitserien, vilket lyckades. HTPV spelar i Torneå PV:s kända färger, grön och vit, och på tröjan finns både Sveriges och Finlands flagga. Trots samarbetet spelade Torneå PV i finska ligan under säsongen 2008-2009 och deltog också i världscupen i Ljusdal.